# 이종률
이종률(李鍾律, 1941년 9월 26일 ~ 2008년 6월 2일)은 대한민국의 언론인, 정치인이다. 제10·12대 국회의원을 지냈다. 본관은 성주이며, 전라북도 남원 출신이다.

## 생애
1978년 유신정우회 의원으로 정계에 입문한 뒤 1980년 국가보위입법회의에 유정회 대표 격으로 참여했다. 이후 민주정의당 전국구 의원을 지내고 대한민국 제5공화국 말기 정무제1장관과 14대 국회 후기 사무총장을 역임했다.
2000년 16대 총선에는 낙천 대상에 포함되는 등 잇따라 전력 논란이 일자, 자신이 활동한 국가보위입법회의가 통칭 국보위로 불리는 국가보위비상대책위원회와는 다른 기관이며 개혁 법안도 처리했다고 해명한 바 있다.
이후 원외에 있으면서 국가보위입법회의 참여 경력으로 인해 16대 총선에서도 시민단체가 선정한 낙천대상에 포함되었다.
2004년 17대 총선에 새천년민주당에 공천을 신청했다가 낙천되자 무소속으로 출마했다가 낙선한 뒤에는 미국 캘리포니아주로 이주해 로스앤젤레스에 거주하다가 사망했다.

## 약력
- 서울대학교 정치학 학사
- 동아일보 기자
- 미국 하와이주립대학교 정치학 석사
- 미국 예일대학교 정치학 박사
- 미국 버지니아주립대학교 교수
- 외교안보연구원 교수
- 1978년~1980년: 10대 국회의원 (유신정우회)
- 1980년: 국가보위입법회의 입법의원
- 1985년~1986년: 12대 국회의원 (민주정의당)
- 1986년: 청와대 대변인
- 1987년~1988년: 정무제1장관
- 1993년: 국회 사무총장
- 통일시대연구소 이사장[4]

## 역대 선거 결과
|  | 0% |

|  | 35.24% |

|  | 25.12% |

|  | 30.86% |

|  | 10.00% |

|  | 13.06% |